# Puente de la Barqueta
Puente de la Barqueta is een brug over de Guadalquivir in de Spaanse stad Sevilla. De brug werd in 1988 gebouwd voor de Expo '92.
Van noord naar zuid: Alamillobrug · Puente de la Barqueta · Pasarela de la Cartuja · Puente del Cristo de la Expiración · Puente de Isabel II · Puente de Alfonso XIII (voormalig) · Puente de San Telmo · Puente de los Remedios · Puente del V Centenario